# Joseph Lobdell
Joseph Lobdell (assigné femme à sa naissance le 2 décembre 1829 et décédé en 1912) est une personne du XIXe siècle qui vécut en homme pendant 60 ans. Il subit l'ostracisation, ainsi que la remise en cause de son genre assumé, dans l'opinion publique et devant les tribunaux. Sa famille finit par l'interner. 
Il écrit ses mémoires intitulés The Female Hunter of Delaware and Sullivan Counties, NY en 1855. 

## Biographie
Joseph Lobdell est né le 2 décembre 1829 sous le nom de Lucy Ann Lobdell  à Westerlo dans une famille de la classe ouvrière.
Il grandit à Westerlo, New York, en dehors d'Albany. Il trouve des emplois dans des fermes et également en tant que chasseur. Il est reconnu pour ses capacités à lire, écrire et enseigner.
Avant d'adopter une identité de genre masculine, il épouse en premier lieu George Washington Slater, qui a des problèmes mentaux et se révèle abusif. Slater l'abandonne peu après la naissance de leur fille Helen.
Lobdell trouve difficile de bien nourrir sa famille avec le salaire qui lui est alloué en tant que femme, et est persuadé de pouvoir exercer n'importe quel métier exercé par un homme, d'où l'idée de changer son identité. 
Il écrit ses mémoires en 1855, intitulées The Female Hunter of Delaware and Sullivan Counties, NY. Lobdell est connu pour ses aptitudes au tir de précision et était même surnommé « The Female Hunter of Delaware County » (la chasseuse du Delaware). Dans ses mémoires, il raconte ses aventures à la chasse, son mariage désastreux avec Slater, et ses opinions religieuses, en terminant par un plaidoyer en faveur de l'égalité d'emploi pour les femmes.  
Ses talents en tant que musicien et violoniste sont également connus, il ouvre même une école de chant. Alors qu'il travaille à l'école de chant, il se fiance avec une jeune femme. Un de ses rivaux apprend qu'il a été assigné femme à la naissance, et menace de lui infliger la punition du goudron et des plumes. La fiancé de Lobdell le prévient et il s'enfuit. 
Après avoir vécu en vendant ses services dans des fermes, il connait une période difficile au milieu des années 1860.

### Rencontre avec Mary Perry
Lobdell reçoit une pension de la guerre de Sécession quand Slater est tué au front. Il rejoint un hospice pour les pauvres, à l'Almshouse Dehli en 1860, où il rencontre Mary Louise Perry. Il entame une liaison de plusieurs années avec elle, et le couple voyage à travers la Pennsylvanie. 
Perry est une femme pauvre mais éduquée. Son mari la quitte, et Lobdell l'épouse en 1861 dans le Comté de Wayne (Pennsylvanie),. Pour éviter les persécutions, le couple passe plusieurs années dans les bois accompagnés de leur ours, survivant grâce à la chasse, la cueillette et la charité. Ils sont ensuite arrêtés pour vagabondage et emprisonnés à la prison de Stroudsburg, où « la découverte que celui que l'on supposait être un homme est une femme est faite ».  Lobdell est arrêté à nouveau pour avoir porté des vêtements d'homme. Perry écrit alors une lettre en utilisant un bâtonnet et de l'encre de myrtille en suppliant la prison de libérer son mari.

### Internement au Willard Insane Asylum
Sa famille finit par le faire interner en 1879 au  Willard Insane Asylum. Sa femme, Marie Louise Perry le croit mort durant un an, le frère de Joseph ayant produit une fausse nécrologie de journal,. La raison pour laquelle il est interné ne se résume pas au fait de porter des habits d'hommes, mais au fait qu'il est pauvre, et que si au siècle précédent les personnes pauvres étaient l'objet de pitié, en 1870 leur pauvreté est vue comme le résultat de leur paresse. Ses voisins du lopin de terre qu'il a acheté avec sa femme ont témoigné du fait qu'il portait des habits d'homme depuis 20 ans. De plus les vues religieuses de Lobdell sont anticonformistes, et tous ces éléments ainsi que son statut de « vagabond » font que ses voisins prétendent qu'il est fou.
Jusque là les journaux locaux avaient relevé le caractère étrange de Lobdell, mais il n'était pas considéré comme un danger. Cela change avec son internement en hôpital psychiatrique au Willard Insane Asylum. Il est placé sous l'autorité du docteur P.M.Wise, qui décrit son patient dans un article intitulé « A case of sexual Inversion », s'attachant d'abord à décrire l'inversion comme une maladie mentale. Pour le docteur, la masculinité et la sexualité qu'il considère « déviante » de son patient sont liées. Wise rapporte que Lobdell lui répète (alors que le docteur pourrait le faire relâcher s'il prétendait le contraire)   « considered herself a man in all that the name implies » (qu'elle se considère comme un homme dans tout ce que ce nom implique).
Wise est influencé en cela par les idées de Richard von Kraft-Ebbing (son mentor James Kiernan ayant été son disciple). Kraft-Ebbing publiera par la suite Psychopatia Sexualis.

## Postérité
Outre les mémoires rédigées par Lobdell, son histoire est médiatisée sous le titre de Romantic Paupers.Plusieurs universitaires du XXe siècle ont catégorisé Lobdell comme étant lesbienne ; d'autres ont déclaré que Lobdell était en réalité un homme transgenre. Une de ses descendantes, qui a écrit une thèse sur son ancêtre, affirme que Lobdell se décrivait comme étant un homme, et non comme un transsexuel. Selon elle, si la question se résumait à pouvoir vivre avec Marie, il aurait pu le faire en tant que femme, mais Lobdell et Perry insistaient sur leur droit à vivre ensemble en tant qu'homme et femme, pas en tant que personnes du même sexe. Un article du New York Times publié en 1877 décrit la vie de Lobdell comme l'une des « plus singulières histoires familiales jamais enregistrées ».

## Sources et références
1. ↑  (en) Bambi L. Lobdell, "A Strange Sort of Being" : The Transgender Life of Lucy Ann : Joseph Israel Lobdell, 1829-1912, McFarland, 2011, 239 p. (ISBN 978-0-7864-8845-2, lire en ligne)
2. 1 2 3 4 5 6 7  Skidmore, Emily,, True sex : the lives of trans men at the turn of the twentieth century (ISBN 978-1-4798-7063-9 et 1-4798-7063-3, OCLC 982435476, lire en ligne)
3. 1 2 3 4 5  (en) Bambi L. Lobdell, "A Strange Sort of Being": The Transgender Life of Lucy Ann / Joseph Israel Lobdell, 1829-1912, McFarland, 12 décembre 2011 (ISBN 9780786488452, lire en ligne)
4. 1 2 3  « The Real Story of the Female Hunter of Delaware County », sur www.advocate.com, 2 août 2012 (consulté le 16 juin 2016)
5. 1 2 3  Ray Simon, « Joe Lobdell: tragedy and triumph of a 19th-century transition », Philadelphia Gay News, 22 octobre 2015 (consulté le 16 juin 2016)
6. ↑  « Approved Pension File for Lucy A. L. Slater, Widow of Private George Slater, Company G, 128th New York Infantry Regiment (WC-259782) », sur National Archives Catalog, 16 juin 2016
7. ↑  « LucyJoe | Living in the Woods », sur www.lucyjoe.com (consulté le 16 juin 2016)
8. 1 2  « A Curious Career », National Police Gazette, no 35,‎ 25 octobre 1879
9. ↑  (en) « 'Female husbands': the secret lives of 18th-century transgender pioneers », sur HistoryExtra (consulté le 8 février 2021)
10. ↑  (en) « 'Female Husbands' In The 19th Century », sur NPR.org (consulté le 8 février 2021)
11. ↑  (en) « Strange life of unhappy women a singular family history the female huntress of long eddy strange love of two women an accomplished Boston girl a voluntary outcast an unfortunate daughter », sur query.nytimes.com (consulté le 6 octobre 2016)